# Thoracochaeta peculiaris
Thoracochaeta peculiaris är en tvåvingeart som först beskrevs av Richards 1973.  Thoracochaeta peculiaris ingår i släktet Thoracochaeta och familjen hoppflugor. Inga underarter finns listade i Catalogue of Life.